# دافيدي لانزافامي

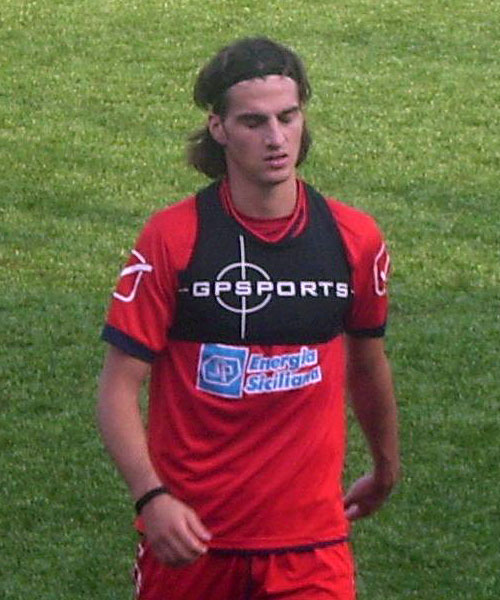

دافيدي لانزافامي (بالإيطالية: Davide Lanzafame)‏ (مواليد 9 فبراير 1987 في تورينو - إيطاليا) لاعب كرة قدم إيطالي يلعب حاليا لصالح نادي الدرجة الأولى كاتانيا الإيطالي منذ 2011 في مركز الجناح كما يجيد اللعب في مركز المهاجم الثاني .

## روابط خارجية
- دافيدي لانزافامي على موقع الاتحاد الأوربي (الإنجليزية)
- دافيدي لانزافامي على موقع اتحاد تركيا (لاعب) (الإنجليزية)
- دافيدي لانزافامي على موقع قاعدة بيانات كرة القدم.إي يو (الإنجليزية)
- دافيدي لانزافامي على موقع Soccerway.com (الإنجليزية)
- دافيدي لانزافامي على موقع عالم كرة القدم.نت (الإنجليزية)
- دافيدي لانزافامي على موقع كووورة
- دافيدي لانزافامي على موقع AS.com (الإسبانية)